# Metylowanie
Metylowanie, metylacja – wprowadzanie grupy metylowej do cząsteczki substratu.
Jest to jedna z reakcji alkilowania, polegająca na reakcji czynnika metylującego z centrum nukleofilowym substratu. Dobrymi celami metylowania są heteroatomy azotu, siarki i tlenu, które metyluje się za pomocą jodku metylu (MeI), siarczanu dimetylu (Me2SO4) i węglanu dimetylu (Me2CO3).
Związki aromatyczne metyluje się, stosując zwykle reakcję Friedla-Craftsa.
W odniesieniu do reakcji biochemicznych zamiast terminu „metylowanie” używa się zwykle jego synonimu: „metylacja”.